# Kiro'o Games
Kiro'o Games est un éditeur de jeux vidéo camerounais créé en 2012.  Kiro'o Games tient son nom du mot kiroho qui signifie spirituelle en swahili. Son siège social est à Yaoundé, au Cameroun. Kiro'o est considéré comme l'un des studios pionniers en matière de jeu vidéo à thème complètement africain.  

## Produits
Kiro'o Games compte deux principaux jeux vidéos à savoir Aurion : l’héritage des Kori-Odan sorti en 2016 et Le Responsable Mboa sorti en octobre 2020. 
En mars 2020, le ministre camerounais des finances Louis Paul Motaze a fait une visite au siège de Kiro'o Games dans le cadre de leur programme d' autofinancement des PMEs appelé Kiro'o Rebuntu.

### Aurion Kajuta Gems Fighter
Aurion Kajuta Gems Fighter est un jeu mobile qui consiste à aligner des gems afin de générer une énergie de combat.  

### Le Responsable Mboa
Le Responsable Mboa est un jeu mobile qui simule l'environnement typique d'un fonctionnaire africain. La version bêta est disponible depuis fin 2020.